# 社会主义核心价值体系
社会主义核心价值体系，是2006年10月中共十六届六中全会通过的《中共中央关于构建社会主义和谐社会若干重大问题的决定》提出的一个概念。中共官方將其概括爲四个方面的基本内容，即「马克思主义指导思想、中国特色社会主义共同理想、以爱国主义为核心的民族精神和以改革创新为核心的时代精神、社会主义荣辱观」。

## 主要内容
- 马克思主义指导思想
- 中国特色社会主义共同理想
- 以爱国主义为核心的民族精神，和以改革创新为核心的时代精神
- 社会主义荣辱观

## 社会主义核心利益
中華人民共和國国务委员、中央外事工作领导小组办公室主任、中央国家安全工作领导小组办公室主任、外交官戴秉国稱，社会主义核心利益是：
|                                                                                          | - 一是中国的国体、政体和政治稳定，即共产党的领导、社会主义制度、中国特色社会主义道路； - 二是中国的主权安全、领土完整、国家统一； - 三是中国经济社会可持续发展的基本保障。 |
| ——戴秉国，原文载于《<中共中央关于制定国民经济和社会发展第十二个五年规划的建议>辅导读本》 | |

## 社会主义核心价值观
2012年11月，中共十八大又提出：“倡导富强、民主、文明、和谐，倡导自由、平等、公正、法治，倡导爱国、敬业、诚信、友善，积极培育和践行社会主义核心价值观。”这一概念和之前所提出的“社会主义核心价值体系”是不同的两个概念。
根据2013年12月23日中共中央办公厅印发的《关于培育和践行社会主义核心价值观的意见》，社会主义核心价值观的基本内容被归纳为三个方面：国家层面的价值目标（富强、民主、文明、和谐），社会层面的价值取向（自由、平等、公正、法治），公民个人层面的价值准则（爱国、敬业、诚信、友善）